# Притула Сергій Дмитрович
Сергі́й Дми́трович Приту́ла (нар. 22 червня 1981, Збараж, Тернопільська область) — український громадський та політичний діяч, засновник благодійного фонду Сергія Притули, волонтер, телеведучий, актор. У 2019 році став членом партії «Голос», від якої у 2019 році балотувався до Верховної Ради України та на посаду міського голови Києва 2020 року. 7 червня 2021 року заявив про свій вихід із партії.
У 2022 році команда Притули планувала зареєструвати нову політичну партію. З початку вторгнення Росії в Україну зайнявся волонтерською діяльністю для ЗСУ. Був ініціатором проєкту зі збору коштів «Народний Байрактар». Амбасадор збірної України з футболу.
18 серпня 2022 року Сергій завдяки всеукраїнському благодійному збору купив для ЗСУ супутник фінської компанії ICEYE.

## Життя і кар'єра

### Ранні роки
У 1997 році посів друге місце на захисті наукових робіт у Малій академії наук України. Брав участь у чемпіонатах з шахів. Школу закінчив із золотою медаллю. У 1998 році вступив до Тернопільської академії народного господарства. Протягом навчання в академії був учасником низки молодіжних організацій, співзасновник неформальної спілки «Митці» та видавництва «Слина». Паралельно з навчанням грав у КВК, брав участь у конкурсах художньої самодіяльності.
У 1998 році пройшов кастинг на посаду радіоведучого і після тривалої підготовки в січні наступного року з'явився в ефірі «Радіо Тернопіль 106.1 FM» під псевдонімом «Сірий».
З 2000 до 2001 року навчався в Лондоні в одному з коледжів. Згодом, розчарувавшись у навчанні, почав працювати за різними професіями: від будівельника і вантажника до офіціанта та помічника кухаря. Повернувшись до Тернополя, був студентським деканом свого ВНЗ і відновив роботу на «Радіо Тернопіль».
У 2002 році очолив студентський страйк в університеті, захистив диплом і лишився працювати на посаді директора Центру молодіжних ініціатив, навчався в магістратурі. Попри це, активно займався промоакціями, організацією концертів, гастролював з командами КВК Україною.

### Кар'єра на телебаченні
У 2004 році пройшов кастинг на посаду ведучого програми «Було ваше, стало наше» і незабаром з'явився в ефірі телеканалу «Інтер». Отримавши запрошення від столичної радіостанції «Music-радіо», у листопаді 2005 року переїхав до Києва і почав роботу в ефірі. Пропрацював на тій передачі до її закриття 2006 року.
У 2006—2009 роках був резидентом «Comedy Club UA», брав участь у щотижневих телезніманнях. У рамках проєкту Притула створив в'їдливий саркастичний образ «Тернопільський сірий», що різко висловлювався про українських знаменитостей. Паралельно з роботою на Новому каналі, працював над радіопроєктами на радіо: «Вишнева 20-ка» на Люкс FM, і «Файна Юкрайна» на Наше радіо..
У 2007 році одружився та почав вести власну авторську колонку у журналі «Профіль».
З 2008 по 27 травня 2011 року — разом з колегою по Камеді-клаб Олександром Педаном та Ольгою Фреймут вів ранковий ефір Нового каналу, був ведучим телешоу «Підйом».
У 2008—2010 роках був актором, автором і співпродюсером скетч-шоу «Файна Юкрайна» на Новому каналі. Його партнером у шоу був Андрій Молочний. Загалом було відзнято 100 випусків, що стало найкращим показником серед усіх скетч-шоу пострадянського простору.
Ведучий гумористичного шоу «Вар'яти». Проєкт з'явився у 2009 році, перший виступ пройшов 28 травня 2010 року у Тернополі під назвою «Перше україномовне гумор-шоу „Вар'яти“».
У 2012 року Притула став креативним продюсером розважального телешоу «Хто зверху?» та його постійним ведучим.
У лютому 2013 року на телеекранах України з'явилось «Педан-Притула шоу», в якому брав участь Притула зі своїм другом Олександром Педаном.

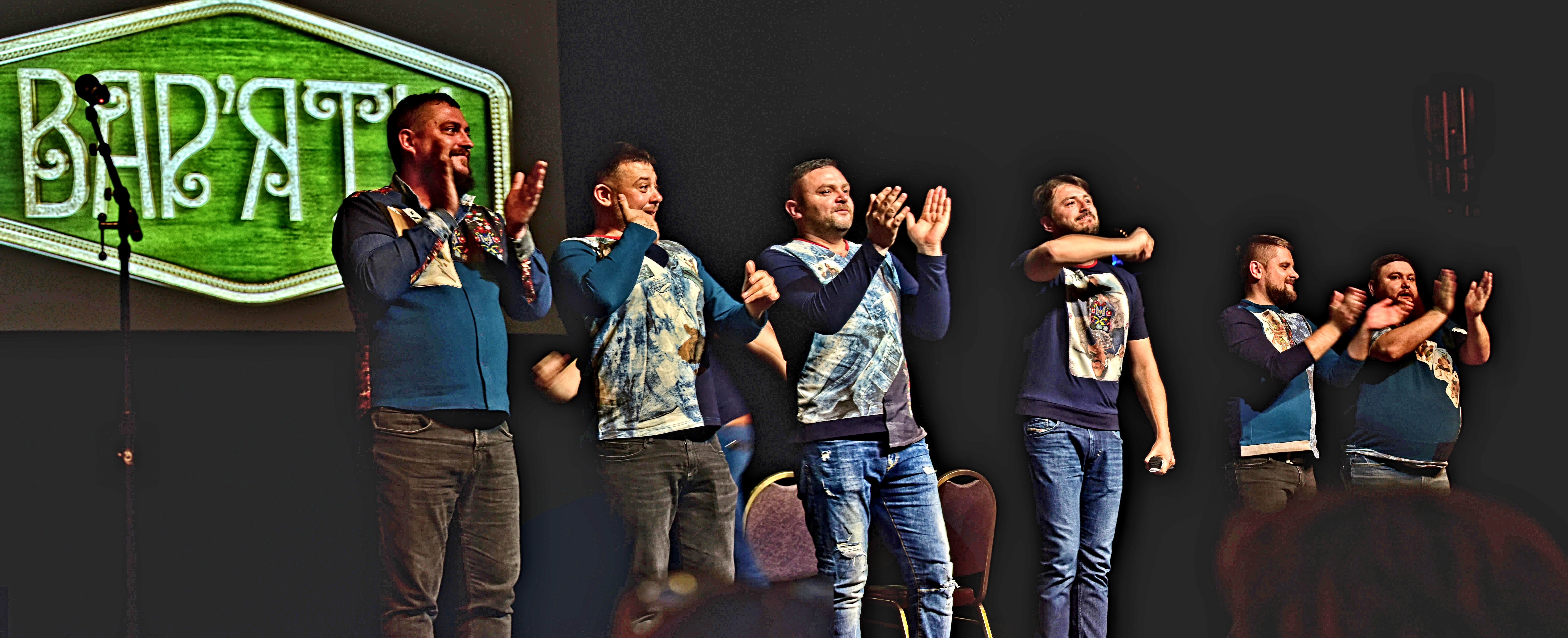
На концерті «Вар'яти-шоу» в Торонто, 2017

З 2 листопада 2016 року на Новому каналі виходить телеверсія українськомовного розважального шоу «Вар'яти» за участі Притули.
З лютого 2017 року і до лютого 2020 року є постійним ведучим українського національного відбору на пісенний конкурс «Євробачення».
Восени 2018 року став ведучим телепроєкту «Нові лідери» на телеканалі ICTV.
20 грудня вийшов український ремейк канадської кінокомедії «Секс і нічого особистого», у якій Притула зіграв Василя, товариша головного героя. Над адаптацію сценарію працював Притула спільно з акторами «Вар'яти-шоу».
З 2020 року працює на «Радіо НВ», щочетверга увечері в прямому ефірі веде програму «Посеред тижня з Сергієм Притулою» з 17 до 19 вечора.
11 серпня 2020 року оголосив про балотування на посаду міського голови Києва від партії «Голос».
19 серпня 2020 Притула покинув проєкт «Вар'яти шоу» та акторську кар'єру.
22 липня 2023 році разом з коміком Антоном Тимошенком відкрили відеоподкаст «Гуртом та вщент».

## Громадська діяльність
Від початку російсько-української війни — активний волонтер, збирає матеріальну допомогу й доставляє її українським військовикам. Разом із телеведучим Геннадієм Попенком не раз відвідував з цією метою прифронтові зони.
Щотижня з початку 2014 року Сергій збирав в холі Нового каналу речі (одяг, продукти тощо) для допомоги учасникам АТО. На грошові пожертви Притула купував для військових потреб автомобілі, ліки, безпілотники, прилади нічного бачення та іншу військову оптику.
Частину грошей, зароблених виступами, Сергій теж витрачав на допомогу армії. Притула організовував також збір книжок для дітей, до Дня святого Миколая в грудні 2015 року 100 примірників було надіслано дітям з окупованого Криму.
У червні Притула записав відеозвернення російською мовою до «ненависників з Росії» та бойовиків щодо БПЛА «Лелека 100», який він купив для ЗСУ за гроші волонтерів. У відео він висміював те, що безпілотник за $10 000 було збито ракетою з зенітно-ракетного комплексу «Оса», що коштувало близько $50 000. Однак, він наголосив, що це були державні кошти Росії, на відміну від волонтерських грошей у випадку «Лелека 100». Відео отримало чималий розголос.
Станом на початок 2020 року Сергій передав на потреби армії близько 40 млн грн — як власні кошти, так і пожертви. Крім того, в Тернополі він опікується реабілітаційним центром для ветеранів війни.
За волонтерську діяльність нагороджений орденом «За заслуги» III ступеня (2019) і недержавним орденом «Народний Герой України» (2016).
З 24 лютого після вторгнення армії Російської Федерації на територію України Притула відновив своє керування у фонді «Благодійний фонд Сергія Притули», де займався залученням благодійних внесків на озброєння та гуманітарної допомоги постраждалим від війни.
У перший день повномасштабного російського вторгнення в Україну з лютого 2022 року Притула разом з командою добровольців відкрив волонтерський штаб у своєму офісі в Києві. Штаб працює як координаційний хаб — такий собі міст між тими, хто приносить допомогу, і тими, хто її потребує. Головна мета — забезпечити передовсім бійців терторіальної оборони та військових ЗСУ, які стоять на позиціях у гарячих точках Києва та Київської області, тримаючи оборону столиці. Оскільки оборона отримує від держави лише зброю, забезпечити бійців формою, бронижелетами, касками, їжею та технікою лягає на плечі волонтерів.
За словами Притули, у перші дні люди приносили у штаб все, що мали вдома: пакети з ліками, одягом і консервами, банки з консервацією, каремати та спальники, біноклі, ліхтарики тощо. Власники великих та малих бізнесів, своєю чергою, привозили великі партії продовольства, засобів гігієни, військового одягу, медикаментів.
Також, у березні того ж року Фонд Притули за 3,5 години назбирав 10 мільйонів гривень на новий безпілотник.
Менше ніж за 3 місяці війни шоумен зібрав 700 мільйонів гривень на армію.
22 червня 2022 року від імені БФ Притули оголосив про збір 500 млн грн на три «байрактари» для української армії під назвою «Народний Байрактар». 24 червня збір коштів був зупинений, а сума зібраних коштів склала понад 600 млн грн, чого б вистачило на чотири безпілотники. Турецька компанія, дізнавшись про акцію, вирішила безкоштовно поставити три дрони. На зібрані кошти 18 серпня 2022 року Сергій купив супутник для ЗСУ і річну підписку на мережу супутників фінської компанії ICEYE.
У березні 2023 року засновник фонду повідомив, що за рік війни йому вдалося зібрати 4 мільярди 182 мільйони гривень.

## Політична діяльність
Сергій Притула неодноразово брав участь в політичних ток-шоу, зокрема таких як «Люди. Hard Talk» на проросійському телеканалі 112.ua (2015 року) та «Право на владу» на телеканалі «1+1» (2019—2020).
В червні 2019 року Притула приєднався до партії «Голос». Під час парламентських виборів 2019 року Притула балотувався в народні депутати України від партії «Голос» під № 30 у виборчому списку. Він продовжив свою роботу у партії попри те, що на парламентських виборах так і не пройшов нардепом до Верховної Ради.
11 серпня 2020 року на з'їзді партії Притулу обрано кандидатом від партії на пост міського голови Києва.
7 червня 2021 Притула оголосив про вихід з партії «Голос» через незгоду з рішеннями керівництва партії та голосуваннями однопартійців. Представники партії заявили, що причиною цього рішення є особисті амбіції Сергія, який не зміг стати керівником партії.
28 вересня 2021 Притула оголосив про створення своєї партії та участь у майбутніх парламентських виборах.

## Родина та особисте життя
З першою дружиною Юлією Андрійчук Сергій познайомився у 2007 році в Тернополі, згодом подружжя розлучилось. Сергій виховує з Юлією сина Дмитра (нар. 2008).
Влітку 2015 року Сергій одружився з Катериною Сопельник із Донецька. 27 липня 2017 народилась донька Соломія. Сестра Катерини, Світлана Вікторівна Сопельник, є дружиною олігарха-регіонала Віталія Хомутинніка.
Сергій займається спортом. Раніше активно займався страйкболом, але покинув хобі, бо вважає, що під час війни така розвага є недоречною.
У Сергія є брат Василь Притула, що займається юридичною діяльністю, під час військового вторгнення Росії в Україну брат брав участь у військових діях.
22 серпня 2019 року теща Притули Лілія Сопельник здійснила наїзд на прибудинковій території, завдавши травм матері з дитиною. За словами Притули, на той момент він не перебував у салоні авто.
25 травня 2021 року в Сергія Притули та його дружини Катерини Сопельник народилася дочка Стефанія. Це третя дитина Сергія Притули та друга від другого шлюбу.
1 серпня 2025 року в сім'ї Сергія народилась третя дитина від другого шлюбу, хлопчик на ім'я Марко.

## Фільмографія

### Телебачення
| Рік         | Назва                              | Роль                 | Канал                 | Нотатки          |
| ----------- | ---------------------------------- | -------------------- | --------------------- | ---------------- |
| 2004 —2005  | Було ваше, стало наше              | Грає себе (ведучий)  | Інтер                 | Реаліті-шоу      |
| 2006 —2009  | Камеді клаб Україна                | Тернопільський сірий | Інтер 1+1 Новий канал | Гумористичне шоу |
| 2008 —2011  | Підйом                             | Грає себе (ведучий)  | Новий канал           | Ранкове шоу      |
| 2008 —2010  | Файна Юкрайна                      | Різноманітні         | Новий канал           | Головний актор   |
| 2012        | КабріоЛіто                         | Грає себе (ведучий)  | Новий канал           |                  |
| 2012 — 2021 | Хто зверху?                        | Грає себе (ведучий)  | Новий канал           |                  |
| 2014 — 2019 | Страсті за Ревізором               | Грає себе (ведучий)  | Новий канал           |                  |
| 2015 — 2020 | Суперінтуїція                      | Грає себе (ведучий)  | Новий канал           |                  |
| 2015        | Телетріумф                         | Грає себе (ведучий)  | СТБ                   |                  |
| 2016 — 2021 | Вар'яти-шоу                        | Грає себе (ведучий)  | Новий канал           |                  |
| 2017 — 2020 | Національний відбір на Євробачення | Грає себе (ведучий)  | Перший СТБ            |                  |
| 2018        | Нові лідери                        | Грає себе (ведучий)  | ICTV                  |                  |
| 2019        | Діти проти зірок                   | Грає себе (ведучий)  | Новий канал           |                  |
| 2021        | Де логіка?                         | Грає себе (ведучий)  | Новий канал           |                  |

### Дубляж
- 2011 — «Гоп» — Ка-Ве (Кролик Великодній)
- 2016 — «Робінзон Крузо: Дуже заселений острів» — Робінзон Крузо
- 2016 — «Секрети домашніх тварин» — кролик Сніжок
- 2018 — «Викрадена принцеса: Руслан і Людмила» — Нестор Літописець[60]
- 2019 — «Секрети домашніх тварин 2» — кролик Сніжок
- 2022 — «Поганці» — пан Вовчук
- 2023 — «Мавка. Лісова пісня» — Фрол

### Кіно
- 2018 — «Секс і нічого особистого» — Василь[61]

## Нагороди та номінації
| Нагороди й номінації | Нагороди й номінації | Нагороди й номінації                                 | Нагороди й номінації                 | Нагороди й номінації |
| -------------------- | -------------------- | ---------------------------------------------------- | ------------------------------------ | -------------------- |
| 2014                 | «Телезірка»          | Улюблений телеведучий розважальної програми          | «Хто зверху?»                        | Номінація            |
| 2015                 | «Телезірка»          | Ведучі, якими ви захоплювалися                       | «Хто зверху?»                        | Перемога             |
| 2015                 | «Телетріумф»         | Ведучий/ведуча розважальної програми                 | «Хто зверху?»                        | Номінація            |
| 2015                 | «Телетріумф»         | Ведучий/ведуча ток-шоу                               | «Пристрасті за Ревізором»            | Номінація            |
| 2016                 | «Телетріумф»         | Ведучий/ведуча ток-шоу                               | «Пристрасті за Ревізором»            | Перемога             |
| 2018                 | «Телетріумф»         | Ведучий/ведуча ток-шоу                               | «Пристрасті за Ревізором»            | Перемога             |
| 2018                 | «Телетріумф»         | Ведучий/ведуча музичної програми, концерту/церемонії | «Національний відбір на Євробачення» | Перемога             |
| 2018                 | «Телетріумф»         | Ведучий/ведуча гумористичної програми/шоу            | «Вар'яти 2»                          | Перемога             |

## Державні нагороди
- Орден «За заслуги» II ст. (23 серпня 2022) — за значні заслуги у зміцненні української державності, мужність і самовідданість, виявлені у захисті суверенітету та територіальної цілісності України, вагомий особистий внесок у розвиток різних сфер суспільного життя, відстоювання національних інтересів нашої держави, сумлінне виконання професійного обов'язку.[62]
- Орден «За заслуги» III ст. (5 грудня 2019) — за громадянську мужність, вагомий особистий внесок у розвиток волонтерського руху, зміцнення обороноздатності та безпеки Української держави, активну благодійну і гуманістичну діяльність.[63]

## Цікаві факти
- Син Сергія Дмитро теж брав участь в його концертах: він готував акторам каву, приносив воду, допомагав на сцені[64]
- Улюблені фільми: «Пропала Грамота», «Тіні забутих предків», «Кримінальне чтиво».
- Під час фільмувань Притула не їсть, оскільки вважає, що артист має бути голодним.
- Під час знімань у програмі «КабріоЛіто» стрибнув зі страховкою з 40-метрового мосту в Запоріжжі.
- Не їсть яєць, сала, ікру, чорнослив, сметану, холодець, творог, оселедець, масла, манку, деяку рибу і т. д.